# کریستوف دوگاری
کریستوف دوگاری (به فرانسوی: Christophe Dugarry) بازیکن فوتبال و مهاجم اهل فرانسه است که از سال ۱۹۹۴ تا ۲۰۰۲ میلادی عضو تیم ملی فوتبال فرانسه بوده‌است. وی در ۵۵ بازی ملی حضور داشته است و در بازی‌های ملی‌اش ۸ گل به ثمر رساند.